# Jean-Baptiste Bruggeman

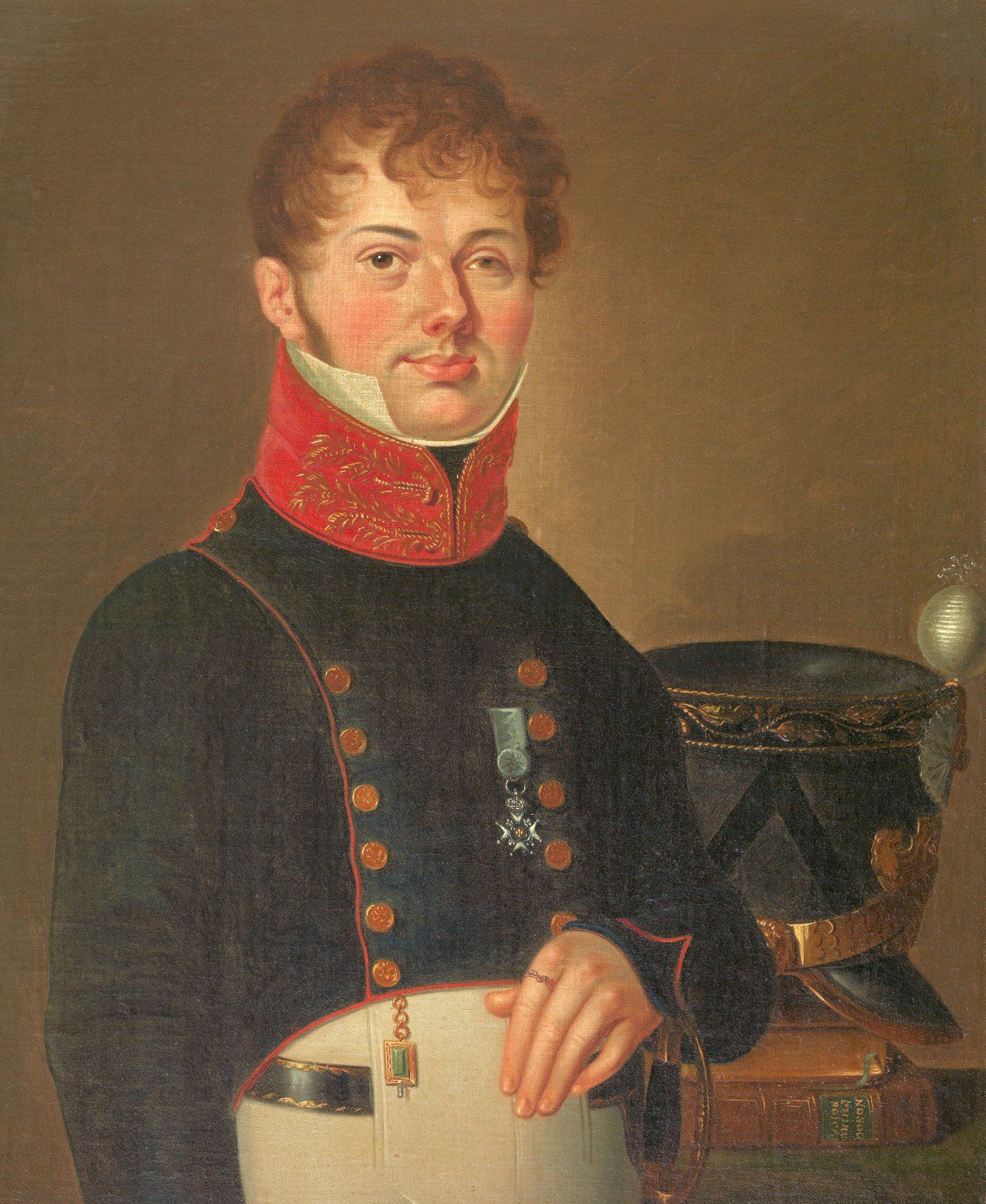
Portretschilderij (kopie)

Jean-Baptiste Bruggeman (Mol, 1787 – Turnhout, 1863) was een chirurgijn die tijdens de napoleontische oorlogen in dienst was van de Grande Armée.

## Leven
Bruggeman kwam uit een familie van chirurgijnen. Na zijn Latijnse school volgde hij een medische opleiding in Brussel. In 1807 werd hij vanwege een blind linkeroog afgekeurd voor de dienstplicht, maar in januari 1808 werd hij alsnog gemobiliseerd. Hij diende bij het 2e Observatiekorps van de Gironde en vanaf februari 1809 bij het 36e regiment linie-infanterie. Hij nam deel aan de Portugese campagne en aan de Spaanse Onafhankelijkheidsoorlog. Niettegenstaande zijn summiere opleiding verzorgde hij zieken en gewonden en voerde hij achter de linies amputaties uit.
Tijdens de Veldtocht van Napoleon naar Rusland in 1812 werd Bruggeman krijgsgevangen gemaakt en overgebracht naar de Oblast Orenburg bij de Oeral. Omdat hij het zieke zoontje van civiel gouverneur M.A. Navrozov wist te genezen, kon hij enige tijd in diens paleis verblijven in Orenburg. Met de gouverneursvrouw had hij literaire gesprekken en ze schilderde zijn portret. Hij kwam vrij en ondernam een penibele voettocht die hem in 1815 weer in Turnhout bracht, met zijn portret onder de arm.
In Turnhout vestigde hij zich als chirurg en sloot hij zich aan bij een literair genootschap.

## Na zijn dood
Zijn reisgezel, de grenadier Honoré Beulay, schreef in 1849 memoires neer, die informatie bevatten over Bruggeman, maar die alleen bekend zijn in de geromantiseerde versie bezorgd door Beulay's kleinzoon in 1907.
Het originele portret is klaarblijkelijk verloren gegaan of op een onbekende plaats terechtgekomen. Kopieën zijn in het bezit van de familie en van het Taxandriamuseum. Bruggemans nazaat Nicole Ceulemans deed onderzoek naar zijn leven en publiceerde er in 2019 een Franse biografie over.